# カトリック新竹教区

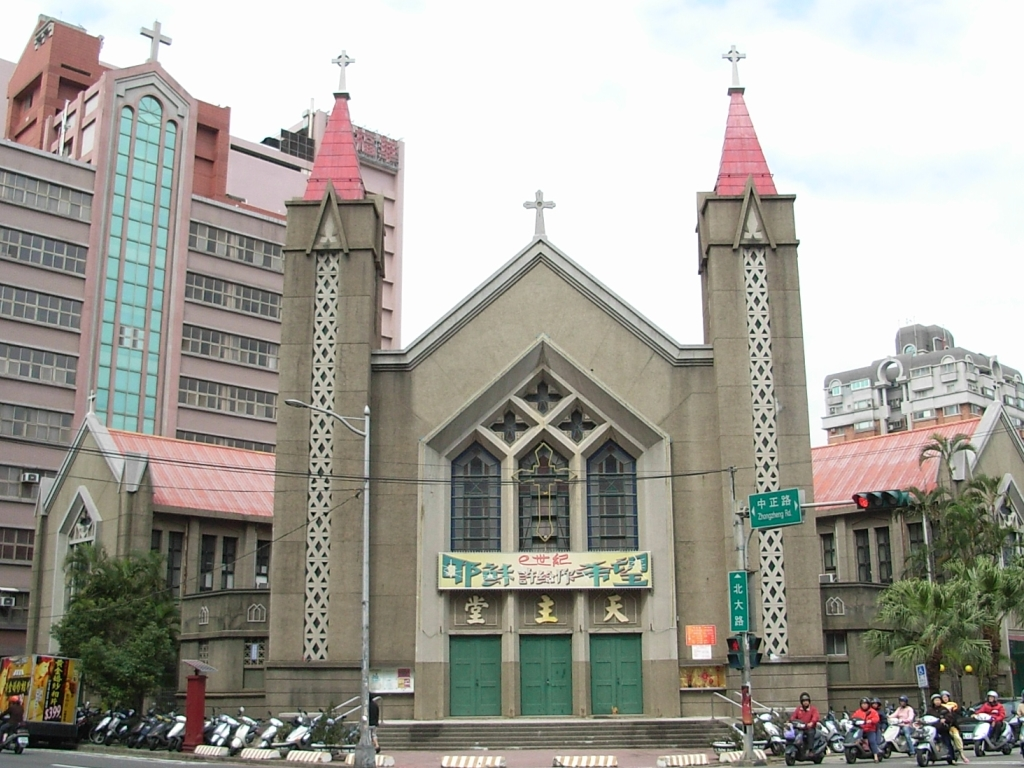
聖母聖心司教座堂

カトリック新竹教区（中: 天主教新竹教區、羅: Dioecesis Hsinchuensis、英: Diocese of Hsinchu）は、台湾の桃園市、新竹市、新竹県および苗栗県を管轄区域とするキリスト教カトリック教会の司教区。司教座聖堂は聖母聖心司教座堂。

## 沿革
- 1859年 - 台湾でキリスト教の布教が解禁され、まずは台湾海峡対岸の福建使徒座代理区（現在の福州教区）が当地を管轄し、主にスペイン人のドミニコ会士が教会の任務にあたった。
- 1913年 - 台湾は既に日本統治時代の中期にあったが、依然として中国のアモイ代理区（現在のアモイ教区）に所属していた。そこで教皇庁はこれを独立させ、フォルモサ（すなわち台湾）使徒座知牧区を設置し、台湾全島を管轄した。
- 1949年12月31日 - 教皇庁は台湾知牧区を台北知牧区と高雄知牧区に分割。台北知牧区の管轄下には現在の台北市、新北市、基隆市、桃園県、新竹県、新竹市、苗栗県、宜蘭県、花蓮県が置かれ、それ以外については台湾知牧区から改称した高雄知牧区（現在の高雄教区）が管轄した。
- 1952年8月7日 - 教皇庁は台湾において教階制（ヒエラルキー）を施行。同時に台北知牧区は台北大司教区へと昇格した。
- 1961年3月21日 - 教皇ヨハネ23世は桃園県、新竹市、新竹県および苗栗県を台北大司教区から分割し、新竹教区を設置。同年5月21日 「聖霊降臨の主日」に、ローマのサン・ピエトロ大聖堂においてじきじきに杜宝晋師を叙階し、新竹教区初代司教に任命、同年9月10日正式に着任した。

## 統計
| 番号 | 項目               | 数値     |
| ---- | ------------------ | -------- |
| 1    | 信徒数             | 50,116名 |
| 2    | 司教および司祭     | 103名    |
| 3    | 修道士および修道女 | 186名    |
| 4    | 小教区             | 83箇所   |
| 5    | 巡回教会           | 31箇所   |

（2010年現在）

## 歴代司教（教区長）
- 初代 - ペトロ杜宝晋（中国語版） 1961年 - 1983年
- 2代 - ルカ劉献堂 1983年 - 2004年 （1980年 - 補佐司教）
- 3代 - 大ヤコブ劉丹桂 2004年 - 2005年
- （使徒座管理/台北大司教兼務） - ヨセフ鄭再発 2005年 - 2006年
- 4代 - ヨハネ李克勉 2006年 - 現在